# تارا باك
تارا باك (بالإنجليزية: Tara Buck)‏ هي ممثلة أمريكية، ولدت في 16 مارس 1975 في الولايات المتحدة. بدأت مشوارها المهني سنة 1995.

## أعمال

### مسلسلات
- الملفات الغامضة

## وصلات خارجية
- تارا باك على موقع IMDb (الإنجليزية)
- تارا باك على موقع ألو سيني (الفرنسية)
- تارا باك على موقع أول موفي (الإنجليزية)
- تارا باك على موقع قاعدة بيانات الفيلم (الإنجليزية)
- تارا باك على موقع كينوبويسك (الروسية)